# Foniatria
La foniatria è quella branca della medicina che si occupa della fisiopatologia della comunicazione umana, della diagnosi, del trattamento medico-riabilitativo e protesico delle turbe della parola, del linguaggio, degli apprendimenti scolastici, della voce, dei disturbi della deglutizione o disfagia, dei disturbi dell'udito e dell'equilibrio e di tutte le funzioni corticali superiori a queste aree associate. Nel 1999 in seguito alla fusione con la Scuola di Audiologia, le branche medico-specialistiche un tempo autonome hanno dato vita alla Scuola di Specializzazione in Audiologia e Foniatria. Lo specialità di riferimento è, pertanto, l'audiologo-foniatra.
A oggi, la scuola di specializzazione medica in audiologia e foniatria rientra nell'area dei servizi e nella classe dei servizi clinici specialistici, insieme alle specialità in medicina fisica e riabilitativa, concettualmente viciniore, e in anestesia e rianimazione, terapia intensiva e del dolore.
Nel corso dello svolgimento della sua attività professionale quest'ultimo si avvale della collaborazione di altri professionisti sanitari.
Il logopedista è il collaboratore principale. Il logopedista è il professionista sanitario della riabilitazione, laureato, al quale è affidata la valutazione, l'abilitazione, la riabilitazione e la prevenzione dei disturbi della comunicazione, dell'alimentazione e delle funzioni corticali superiori a quest'ultime associate a in riferimento alla diagnosi medica. Con il foniatra condivide il catalogo nosologico. La valutazione logopedica, in alcuni settori, è indicata durante il percorso medico-diagnostico, per valutare le specifiche ricadute funzionali della malattia o del deficit.
Altre figure professionali laureate non mediche che collaborano effettuando valutazioni strumentali diagnostiche dell'udito o nell'espletare la terapia protesica nei disturbi uditivi sono l'audiometrista e l'audioprotesista.

## Patologie trattate
- Afasie
- Disfonie
- Disfemie (balbuzie, tachilalie, tumultus sermonis)
- Disartria
- Disturbi del linguaggio primari e secondari (ritardi mentali)
- Deglutologia
- Dislalie
- Disturbi della comunicazione scritta (turbe della letto-scrittura)
- Sordità in particolare dell'età evolutiva
- Turbe dell'equilibrio